# 蓋城県
蓋城県（がいじょう-けん）は中華人民共和国山西省にかつて存在した県。現在の晋城市陵川県南西部に相当する。
唐代の618年（武徳元年）に設置され、627年（武徳9年）に廃止された。